# Стефані Райс
Стефані Райс  (англ. Stephanie Rice, 17 червня 1988, Брисбен, Австралія) — австралійська плавчиня, олімпійська чемпіонка.

## Виступи на Олімпіадах
| Олімпіада  | Дисципліна                      | Місце |
| ---------- | ------------------------------- | ----- |
| Пекін 2008 | естафета 4 × 200 вільним стилем | 1     |
| Пекін 2008 | 200 метрів, комплексне плавання | 1     |
| Пекін 2008 | 400 метрів, комплексне плавання | 1     |